# Hannu
Hannu ist ein finnischer männlicher Vorname, die finnische Verkleinerungsform von Johannes, der selten auch in Estland vorkommt. Zur ursprünglichen Herkunft und Bedeutung des Namens siehe dort.

## Bekannte Namensträger
- Hannu Aravirta (* 1953), finnischer Eishockeyspieler und -trainer
- Hannu-Pekka Björkman (* 1969), finnischer Schauspieler
- Hannu Granberg (* 1990), finnischer Leichtathlet
- Hannu Järvenpää (* 1963), finnischer Eishockeyspieler und -trainer
- Hannu Jortikka (* 1956), finnischer Eishockeyspieler und -trainer
- Hannu Kamppuri (* 1957), finnischer Eishockeytorwart
- Hannu Kapanen (* 1951), finnischer Eishockeyspieler und -trainer
- Hannu Lahtinen (1960–2020), finnischer Ringer
- Hannu Lepistö (* 1946), finnischer Skisprungtrainer
- Hannu Lintu (* 1967), finnischer Dirigent
- Hannu Mäkelä (* 1949), finnischer Sprinter
- Hannu Manninen (* 1978), finnischer Nordischer Kombinierer
- Hannu Mikkola (1942–2021), finnischer Rallyefahrer
- Hannu Övermark (* 1957), finnischer Ringer
- Hannu Patronen (* 1984), finnischer Fußballspieler
- Hannu Pikkarainen (* 1983), finnischer Eishockeyspieler
- Hannu Posti (1926–2012), finnischer Leichtathlet und Biathlet
- Hannu Raittila (* 1956), finnischer Schriftsteller und Kolumnist
- Hannu Rajaniemi (* 1978), finnischer Science-Fiction- und Fantasy-Autor
- Hannu Salama (* 1936), finnischer Schriftsteller
- Hannu Salonen (* 1972), finnischer Filmregisseur
- Hannu Siitonen (* 1949), finnischer Speerwerfer
- Hannu Taina (1941–2025), finnischer Designer, Grafiker, Illustrator und Autor
- Hannu Taipale (* 1940), finnischer Skilangläufer
- Hannu Takkula (* 1963), finnischer Politiker
- Hannu Tihinen (* 1976), finnischer Fußballspieler
- Hannu Toivonen (* 1984), finnischer Eishockeytorwart
- Hannu Virta (* 1963), finnischer Eishockeyspieler und -trainer

## Weiteres
- (2573) Hannu Olavi, Asteroid des Hauptgürtels
- Henenu, altägyptischer Beamter